# Golfo de Türkmenbaşy
O Golfo de Türkmenbaşy ou Baía de Türkmenbaşy (em russo:  Туркменбашы Залив em turcomeno:  Türkmenbaşy aýlagy) é uma baía da parte oriental do Mar Cáspio, na costa do Turquemenistão.
A baía já teve o nome de 'Golfo de Krasnovodsk' ou 'Baía de Krasnovodsk', mas mudou de nome quando a cidade na sua margem fez o mesmo, alterando de Krasnovodsk para Türkmenbaşy.